# Sueo Ōe
Sueo Ōe (Japón, 2 de agosto de 1914-24 de diciembre de 1941) fue un atleta japonés, especialista en la prueba de salto con pértiga en la que llegó a ser medallista de bronce olímpico en 1936.

## Carrera deportiva
En los JJ. OO. de Berlín 1936 ganó la medalla de bronce en el salto con pértiga, con un salto de 4.25 metros, quedando en el podio tras el estadounidense Earle Meadows (oro con 4.35 m) y el también japonés Shuhei Nishida (plata también con 4.25 m pero en menos intentos).